# Дрежница (Кобарид)
Дрежница (словен. Drežnica, итал. Dresenza) је насељено место у општини Кобарид, Горишка регија, Словенија.

## Историја
До територијалне реорганизације у Словенији била је у саставу старе општине Толмин.

## Становништво
У попису становништва из 2011. године, Дрежница је имала 229 становника.
| Број становника према пописима | Број становника према пописима | Број становника према пописима |
| ------------------------------ | ------------------------------ | ------------------------------ |
| 1991                           | 2002                           | 2011                           |
| 274                            | 256                            | 229                            |

## Галерија
- унутрашњост цркве
- пејзаж
- сеоске куће
- споменик НОБ-у